# Пожелай мне нелётной погоды
«Пожелай мне нелётной погоды» — советский фильм 1980 года режиссёра Вариса Браслы, снятый на Рижской киностудии.

## Сюжет
Маргарите, главной героине фильма — за тридцать. Подруга считает, что её излишняя разборчивость в выборе жениха мешает ей выйти замуж. Кандидата в мужья ждёт обязательное испытание: каждому из них Маргарита говорит, что воспитывает в одиночку двоих детей.
Судьба распорядилась таким образом, что после трагической гибели в автомобильной катастрофе сестры, у неё на руках на самом деле оказались осиротевшие племянники. Теперь экзамен на верность предстоит пройти Иманту — лётчику, который внезапно стал самым близким ей человеком.

## В ролях
- Аквелина Ливмане — Маргарита
- Андрис Берзиньш — Имантс
- Янис Зариньш — Замбергс
- Инара Калнарая — Берзиня
- Улдис Думпис — Андрис
- Улдис Пуцитис — Стуканс
- Илзе Ваздика — Стукане
- Визма Калме — Лена
- Бертулис Пизич — Марис